# Route 885 (Nouveau-Brunswick)
Pour les articles homonymes, voir Route 885.
La route 885 est une route locale du Nouveau-Brunswick, située dans le sud de la province. Elle traverse une région mixte, tant agricole que boisée. De plus, elle mesure 24 kilomètres, et est pavée sur toute sa longueur. 

## Tracé
La 885 débute juste à l'ouest de Petitcodiac, sur la route 890. Elle commence par se diriger vers le nord jusqu'à Intervale, puis elle bifurque vers l'ouest pour rejoindre la sortie 414 de la route 2. Elle continue ensuite sa route vers le nord-ouest jusqu'à Havelock, où elle bifurque vers le nord pour rejoindre la route 112 à New Canaan. 

## Intersections principales
| route 885            |                    |    |                                                  |                          |
| Comté                | Location           | km | Intersection/Destinations                        | Notes                    |
| Comté de Westmorland | Petitcodiac        | 0  | R-890, vers R-106, Sussex, Salisbury, Mapleton   | extrémité sud de la 885  |
| Comté de Westmorland | Kinnear Settlement | 8  | R-2, Fredericton, Moncton                        | sortie 414 de la 2       |
| Comté de Kings       | Havelock           | 15 | R-880, Lewis Mountain, Sussex                    |                          |
| Comté de Kings       | New Canaan         | 24 | R-112, Canaan Forks, Fredericton Road, Salisbury | extrémité nord de la 885 |
| Bleu: Échangeur      |                    |    |                                                  |                          |